# Horacio Rega Molina
Horacio A. Rega Molina (San Nicolás de los Arroyos, Argentina, 1899- Buenos Aires, Argentina, 1957) fue un poeta especializado en sonetos, periodista, escritor, profesor, y dramaturgo argentino. 

## Biografía
Trabajó como crítico literario en el diario “El Mundo“.
Las obras de su juventud producidas entre 1919 a 1925, presentan una evidente influencia del estilo de Leopoldo Lugones quien lo apadrina. Sus obras abundan en relatos y poemas sobre los paisajes camperos argentinos y el espíritu telúrico argentino. Fue amigo de Roberto Mariani y de César Tiempo.
Erróneamente se dijo que la obra La razón de mi vida de Eva Perón, era de su autoría, lo cual le valió el ostracismo y el olvido en los años posteriores a la Revolución Libertadora.
Era el hermano de Mary Rega Molina, también escritora.

## Premios
- Gran Premio Nacional de Poesía (1951)[1]
- Premio PEN Club[1]

## Obras
- La hora encantada (1919)
- Poemas de la lluvia (1922)
- El árbol fragante (1923)
- La víspera del buen amor (1925)
- Azul de mapa (1935)
- Oda provincial (1940)
- Sonetos con sentencia de muerte (1940)
- Patria del campo (1946)
- Sonetos de mi sangre (1951)
- La Luna en casa